# 兰贝区
兰贝区（法語：Arrondissement de Limbé）是海地的區，位於該國北部，由北部省負責管轄，面積178.7平方公里，海拔高度68米，2015年該區人口為106,201，人口密度為每平方公里594人。